# Onychognathus
Onychognathus là một chi chim trong họ Sturnidae.

## Các loài
- Sáo cánh đỏ, Onychognathus morio
- Sáo mỏ dài, Onychognathus tenuirostris
- Sáo cánh hung, Onychognathus fulgidus
- Sáo Waller, Onychognathus walleri
- Sáo Somali, Onychognathus blythii
- Sáo Socotra, Onychognathus frater
- Sáo Tristram, Onychognathus tristramii
- Sáo cánh nhạt, Onychognathus nabouroup
- Sáo lông đầu cứng, Onychognathus salvadorii
- Sáo mỏ trắng, Onychognathus albirostris
- Sáo Neumann, Onychognathus neumanni